# Rottemerentocht
De Rottemerentocht is een schaatswedstrijd en behoort tot de veertien natuurijsklassiekers die in Nederland op natuurijs worden gereden. De wedstrijd wordt onregelmatig (afhankelijk van de ijssituatie) gehouden op de Rottemeren. Start en finish zijn in Zevenhuizen.

## Historie
In 1979 werd er voor de eerste keer een schaatsmarathon gehouden over 200 kilometer op de Rottemeren. Er zijn tot en met 11 januari 1997 in totaal 6 edities van de Rottemerentocht georganiseerd.
Met vijf organisaties over 200 kilometer is de Rottemerentocht in Nederland de meest gereden wedstrijd over deze afstand na de Elfstedentocht.. Naast de wedstrijd wordt er ook een toertocht(Molentocht) georganiseerd voor recreatieve schaatsers. Deze werd onder andere in 2009 en voor het laatst in 2012 gereden.

### Editie seizoen 1996-1997
Op verzoek van de rijders kortte de organisatie van de Rottemerentocht de zesde editie in tot 123,5 kilometer. Dit vanwege het doorgaan van de Elfstedentocht, die nogal wat van de schaatsers had gevergd. Alle toppers kwamen naar de wedstrijd, op twee na. Ruud Borst wegens koorts en Erik Hulzebosch vanwege een vormcrisis. Elfstedenwinnaar Henk Angenent stapte na een uur uit. De rest van het peloton maakte er een levendige wedstrijd van. Na een val van René Ruitenberg kwamen er twee kilometer voor het einde vier rijders voorop: Zandstra, Lammert Huitema, Baars en Hans Pieterse. Op aangeven van ploegleider Richard van Kempen plaatste Pieterse op het juiste moment zijn beslissende demarrage.

## Uitslagen
|    | Jaar | Datum       | Wedstrijd          | Mannen  | Mannen            | Mannen  | Vrouwen  | Vrouwen             | Vrouwen |
| Km | Jaar | Datum       | Wedstrijd          | Winnaar | Tijd              | Km      | Winnares | Tijd                |         |
| -- | ---- | ----------- | ------------------ | ------- | ----------------- | ------- | -------- | ------------------- | ------- |
| 1  | 1979 | 27 januari  | 1e Rottemerentocht | 200     | Dries van Wijhe   | 6:13:05 | 200      | Lenie van der Hoorn | 6:59:00 |
| 2  | 1982 | 16 januari  | 2e Rottemerentocht | 200     | Jos Niesten       | 5:42:48 | 190      | Lenie van der Hoorn | 5:57:00 |
| 3  | 1985 | 17 februari | 3e Rottemerentocht | 200     | Jos Niesten       | 5:52:45 | 200      | Ineke Kooiman       | 6:21:15 |
| 4  | 1986 | 21 februari | 4e Rottemerentocht | 200     | Evert van Benthem | 5:30:10 | 100      | Ingrid Paul         | 2:51:10 |
| 5  | 1991 | 13 februari | 5e Rottemerentocht | 200     | Jan Eise Kromkamp | 6:20:50 | 190      | Lenie van der Hoorn | 6:40:00 |
| 6  | 1997 | 11 januari  | 6e Rottemerentocht | 123,5   | Hans Pieterse     | 3:32:34 | 57       | Janneke Dickhout    | 1:46:16 |